# آندرس وسترهولم
آندرس وسترهولم (فنلاندی: Anders Westerholm; ۱ سپتامبر ۱۹۳۷ – ۲۰۰۴ (۶۶−۶۷ سال)) بازیکن فوتبال اهل فنلاند بود.
وی همچنین در تیم ملی فوتبال فنلاند بازی کرده‌است.